# De'Vondre Campbell
De'Vondre Campbell (Fort Myers, Florida, 1 de julio de 1993) es un jugador profesional estadounidense de fútbol americano que se desempeña en la posición de linebacker en Green Bay Packers, equipo de la National Football League (NFL).

## Carrera
Fue seleccionado en la cuarta ronda en la Reunión Anual de Selección de Jugadores de la NFL de 2016. Hizo su debut profesional con el equipo Atlanta Falcons, en el cual jugó cuatro temporadas (2016-2020), después pasó a Arizona Cardinals (2020-2021), luego a Green Bay Packers, donde lleva jugando tres temporadas.